# Tour de Catalogne 1970
Le Tour de Catalogne 1970 est la 50e édition du Tour de Catalogne, une course cycliste par étapes en Espagne. L’épreuve se déroule sur 9 étapes du 10 au 18 septembre 1970 sur un total de 1 565,5 km. Le vainqueur final est l'Italien Franco Bitossi de l’équipe Filotex, devant Francisco Galdós et Bernard Labourdette.

## Étapes
| Étape | Date         | Parcours                         | km    | Vainqueur d’étape    | Leader du classement général |
| ----- | ------------ | -------------------------------- | ----- | -------------------- | ---------------------------- |
| 1a    | 10 septembre | Manresa – Tarragone              | 180,4 | Franco Bitossi       | Franco Bitossi               |
| 1b    | 10 septembre | Tarragone - Tarragone (clm/éq)   | 9,8   | Bic Fagor-Mercier    | Franco Bitossi               |
| 2     | 11 septembre | Tarragone – Tortosa              | 173,7 | Ugo Colombo          | Ugo Colombo                  |
| 3     | 12 septembre | Tortosa – Lleida                 | 139,2 | Michael Wright       | Ugo Colombo                  |
| 4     | 13 septembre | Lleida - Viella                  | 225,0 | Vicente López Carril | Ugo Colombo                  |
| 5     | 14 septembre | Tremp - Puigcerdà                | 165,4 | Miguel Mari Lasa     | Franco Bitossi               |
| 6     | 15 septembre | Alp - Girona                     | 185,9 | Manuel Mesa          | Franco Bitossi               |
| 7a    | 16 septembre | Girona - Mollet del Vallès       | 159,1 | Agustín Tamames      | Franco Bitossi               |
| 7b    | 16 septembre | Mollet del Vallès – Mataró (clm) | 32,2  | Luis Ocaña           | Franco Bitossi               |
| 8     | 17 septembre | Mataró - Calafell                | 170,6 | Marc Sohet           | Franco Bitossi               |
| 9     | 18 septembre | Segur de Calafell - Barcelone    | 124,2 | José Manuel Fuente   | Franco Bitossi               |

### 1reétape A[1]
10-09-1970: Manresa – Tarragone, 180,4 km :
| Résultat de la 1re étape A \| \| Cycliste \| Équipe \| Temps \| \| - \| -------------- \| ----------------- \| --------------- \| \| 1 \| Franco Bitossi \| Filotex \| 5 h 18 min 11 s \| \| 2 \| Ramón Sáez \| Werner \| m.t. \| \| 3 \| René Pijnen \| Willem II-Gazelle \| m.t. \| |                |                   |                 |
| | Cycliste       | Équipe            | Temps           |
| 1 | Franco Bitossi | Filotex           | 5 h 18 min 11 s |
| 2 | Ramón Sáez     | Werner            | m.t.            |
| 3 | René Pijnen    | Willem II-Gazelle | m.t.            |

### 1reétape B[1]
10-09-1970: Tarragone - Tarragone, 10,8 (clm/éq):
|   | Équipe            | Pays   | Temps       |
| - | ----------------- | ------ | ----------- |
| 1 | Bic Fagor-Mercier | France | 52 min 00 s |
| 3 | Filotex           | Italie | + 12 s      |

|   | Cycliste         | Équipe        | Temps           |
| - | ---------------- | ------------- | --------------- |
| 1 | Franco Bitossi   | Filotex       | 5 h 17 min 50 s |
| 2 | Domingo Perurena | Fagor-Mercier | + 6 s           |
| 3 | Luis Zubero      | Kas           | + 11 s          |

### 2eétape[3]
11-09-1970: Tarragone – Tortosa, 173,7 km :
|   | Cycliste       | Équipe  | Temps           |
| - | -------------- | ------- | --------------- |
| 1 | Ugo Colombo    | Filotex | 4 h 51 min 16 s |
| 2 | Marc Sohet     | Bic     | + 8 s           |
| 3 | Franco Bitossi | Filotex | + 42 s          |

|   | Cycliste       | Équipe  | Temps            |
| - | -------------- | ------- | ---------------- |
| 1 | Ugo Colombo    | Filotex | 10 h 09 min 03 s |
| 2 | Marc Sohet     | Bic     | + 13 s           |
| 3 | Franco Bitossi | Filotex | + 43 s           |

### 3eétape[4]
12-09-1970: Tortosa – Lleida, 139,2 km :
|   | Cycliste       | Équipe  | Temps           |
| - | -------------- | ------- | --------------- |
| 1 | Michael Wright | Bic     | 3 h 51 min 50 s |
| 2 | Franco Bitossi | Filotex | m.t.            |
| 3 | Julián Cuevas  | Karpy   | m.t.            |

|   | Cycliste       | Équipe  | Temps            |
| - | -------------- | ------- | ---------------- |
| 1 | Ugo Colombo    | Filotex | 14 h 00 min 53 s |
| 2 | Marc Sohet     | Bic     | + 13 s           |
| 3 | Franco Bitossi | Filotex | + 35 s           |

### 4eétape[5]
13-09-1970: Lleida - Viella, 225,0 km :
|   | Cycliste             | Équipe  | Temps           |
| - | -------------------- | ------- | --------------- |
| 1 | Vicente López Carril | Kas     | 7 h 02 min 22 s |
| 2 | Fabrizio Fabbri      | Filotex | m.t.            |
| 3 | Luis Zubero          | Kas     | m.t.            |

|   | Cycliste         | Équipe        | Temps            |
| - | ---------------- | ------------- | ---------------- |
| 1 | Ugo Colombo      | Filotex       | 21 h 03 min 15 s |
| 2 | Franco Bitossi   | Filotex       | + 25 s           |
| 3 | Domingo Perurena | Fagor-Mercier | + 45 s           |

### 5eétape[6]
14-09-1970: Tremp - Puigcerdà, 165,4 km :
|   | Cycliste         | Équipe    | Temps           |
| - | ---------------- | --------- | --------------- |
| 1 | Miguel Mari Lasa | La Casera | 4 h 29 min 28 s |
| 2 | Franco Bitossi   | Filotex   | m.t.            |
| 3 | Luis Zubero      | Kas       | + 3 s           |

|   | Cycliste         | Équipe  | Temps            |
| - | ---------------- | ------- | ---------------- |
| 1 | Franco Bitossi   | Filotex | 25 h 32 min 58 s |
| 2 | Luis Zubero      | Kas     | + 34 s           |
| 3 | Francisco Galdós | Kas     | + 1 min 09 s     |

### 6eétape[6]
15-09-1970: Alp - Girona, 185,9 km :
|   | Cycliste         | Équipe    | Temps           |
| - | ---------------- | --------- | --------------- |
| 1 | Manuel Mesa      | Werner    | 4 h 56 min 49 s |
| 2 | Franco Bitossi   | Filotex   | + 3 min 41 s    |
| 3 | Miguel Mari Lasa | La Casera | m.t.            |

|   | Cycliste         | Équipe  | Temps            |
| - | ---------------- | ------- | ---------------- |
| 1 | Franco Bitossi   | Filotex | 30 h 33 min 18 s |
| 2 | Luis Zubero      | Kas     | + 44 s           |
| 3 | Francisco Galdós | Kas     | + 1 min 19 s     |

### 7eétape A[7]
16-09-1970: Girona - Mollet del Vallès, 159,1:
| Résultat de la 7e étape A \| \| Cycliste \| Équipe \| Temps \| \| - \| ------------------- \| ----------------- \| --------------- \| \| 1 \| Agustín Tamames \| Werner \| 4 h 01 min 52 s \| \| 2 \| Domingo Perurena \| Fagor-Mercier \| m.t. \| \| 3 \| Jos van der Vleuten \| Willem II-Gazelle \| m.t. \| |                     |                   |                 |
| | Cycliste            | Équipe            | Temps           |
| 1 | Agustín Tamames     | Werner            | 4 h 01 min 52 s |
| 2 | Domingo Perurena    | Fagor-Mercier     | m.t.            |
| 3 | Jos van der Vleuten | Willem II-Gazelle | m.t.            |

### 7eétape B[7]
16-09-1970: Mollet del Vallès – Mataró, 32,2 km (clm):
|   | Cycliste            | Équipe        | Temps       |
| - | ------------------- | ------------- | ----------- |
| 1 | Luis Ocaña          | Bic           | 45 min 26 s |
| 2 | Bernard Labourdette | Fagor-Mercier | + 5 s       |
| 3 | Francisco Galdós    | Kas           | + 20 s      |

|   | Cycliste            | Équipe        | Temps            |
| - | ------------------- | ------------- | ---------------- |
| 1 | Franco Bitossi      | Filotex       | 35 h 22 min 30 s |
| 2 | Francisco Galdós    | Kas           | + 1 min 02 s     |
| 3 | Bernard Labourdette | Fagor-Mercier | + 2 min 18 s     |

### 8eétape[8]
17-09-1970: Mataró - Calafell, 170,6 km :
|   | Cycliste         | Équipe        | Temps           |
| - | ---------------- | ------------- | --------------- |
| 1 | Marc Sohet       | Bic           | 4 h 41 min 06 s |
| 2 | Domingo Perurena | Fagor-Mercier | + 1 min 52 s    |
| 3 | Michael Wright   | Bic           | + 1 min 53 s    |

|   | Cycliste            | Équipe        | Temps            |
| - | ------------------- | ------------- | ---------------- |
| 1 | Franco Bitossi      | Filotex       | 40 h 05 min 31 s |
| 2 | Francisco Galdós    | Kas           | + 1 min 02 s     |
| 3 | Bernard Labourdette | Fagor-Mercier | + 2 min 18 s     |

### 9eétape[9]
18-09-1970: Segur de Calafell - Barcelone, 124,2 km :
|   | Cycliste             | Équipe | Temps           |
| - | -------------------- | ------ | --------------- |
| 1 | José Manuel Fuente   | Karpy  | 2 h 54 min 09 s |
| 2 | José Luis Uribezubia | Kas    | m.t.            |
| 3 | Agustín Tamames      | Werner | + 51 s          |

|   | Cycliste            | Équipe        | Temps            |
| - | ------------------- | ------------- | ---------------- |
| 1 | Franco Bitossi      | Filotex       | 43 h 00 min 31 s |
| 2 | Francisco Galdós    | Kas           | + 1 min 05 s     |
| 3 | Bernard Labourdette | Fagor-Mercier | + 2 min 21 s     |

## Classement général
|    | Cycliste            | Équipe        | Temps            |
| -- | ------------------- | ------------- | ---------------- |
| 1  | Franco Bitossi      | Filotex       | 43 h 00 min 31 s |
| 2  | Francisco Galdós    | Kas           | + 1 min 05 s     |
| 3  | Bernard Labourdette | Fagor-Mercier | + 2 min 21 s     |
| 4  | Miguel Mari Lasa    | La Casera     | + 2 min 28 s     |
| 5  | Luis Zubero         | Kas           | + 2 min 41 s     |
| 6  | Jesús Manzaneque    | Werner        | + 3 min 19 s     |
| 7  | Ventura Díaz        | Werner        | + 3 min 52 s     |
| 8  | Enrique Sahagún     | La Casera     | + 4 min 42 s     |
| 9  | Gabriel Mascaró     | Kas           | + 4 min 56 s     |
| 10 | Luis Ocaña          | Bic           | + 5 min 05 s     |

## Classements annexes
|   | Cycliste         | Équipe        | Points |
| - | ---------------- | ------------- | ------ |
| 1 | Domingo Perurena | Fagor-Mercier | 38     |
| 2 | Gabriel Mascaró  | Kas           | 25     |
| 3 | Luis Zubero      | Kas           | 22     |

|   | Cycliste         | Équipe  | Points |
| - | ---------------- | ------- | ------ |
| 1 | José Gómez Lucas | Werner  | 29     |
| 2 | Franco Bitossi   | Filotex | 10     |
| 3 | Luis Ocaña       | Bic     | 9      |

|   | Cycliste            | Équipe        | Points |
| - | ------------------- | ------------- | ------ |
| 1 | Franco Bitossi      | Filotex       | 143    |
| 2 | Bernard Labourdette | Fagor-Mercier | 111    |

|   | Équipe    | Pays    | Temps             |
| - | --------- | ------- | ----------------- |
| 1 | Kas       | Espagne | 172 h 16 min 28 s |
| 2 | Werner    | Espagne | + 8 min 19 s      |
| 3 | La Casera | Espagne | + 17 min 36 s     |